# Rhene parvula
Rhene parvula är en spindelart som beskrevs av Lodovico di Caporiacco 1939. Rhene parvula ingår i släktet Rhene och familjen hoppspindlar. Inga underarter finns listade i Catalogue of Life.